# Ивата (город)
Ивата (яп. 磐田市 Ивата-си) — город в Японии, находящийся в префектуре Сидзуока. Площадь города составляет 164,08 км², население — 164 792 человека (1 августа 2014), плотность населения — 1004,34 чел./км².

## Географическое положение
Город расположен на острове Хонсю в префектуре Сидзуока региона Тюбу. С ним граничат города Хамамацу, Фукурои и посёлок Мори.

## Население
Население города составляет 164 792 человека (1 августа 2014), а плотность — 1004,34 чел./км². Изменение численности населения с 1980 по 2005 годы:
| 1980 | 140 751 чел. |  |
| 1985 | 150 832 чел. |  |
| 1990 | 157 219 чел. |  |
| 1995 | 162 667 чел. |  |
| 2000 | 166 002 чел. |  |
| 2005 | 170 899 чел. |  |

## Символика
Деревом города считается камфорное дерево, цветком — рододендрон.